# Попугайные амадины
Попуга́йные амади́ны (лат. Erythrura) — род птиц из семейства вьюрковых ткачиков (Estrildidae).

## Описание
Длина тела попугайных амадин составляет от 9 до 15 см. Окраска оперения у большинства видов зелёного цвета. Кроме того, у большинства видов в окраске присутствуют участки красного или синего цвета. Нижняя сторона гузки и верхние кроющие хвоста обычно красные. У других красное темя или красная полоса на затылке, как например у многоцветной попугайной амадины. Длина хвоста очень сильно варьируется, так заметно короткий хвост у королевской попугайной амадины, длиннохвостой зелёной попугайной амадины и короткохвостой попугайной амадины.

## Распространение и образ жизни
Область распространения попугайных амадин охватывает территорию с юго-востока Азии до Новой Гвинеи, с севера Австралии и на многочисленные тихоокеанские острова. Несколько видов имеют исключительно небольшие области распространения. Так, к примеру, чернолицая попугайная амадина обитает только на фиджийском острове Вити-Леву.
Естественная среда обитания попугайных амадин — это влажные джунгли, чащи бамбука и луга. Несколько видов населяют антропогенные территории, такие как возделываемые земли и сады. Питание птиц состоит обычно из семян бамбука, однолетних и многолетних травянистых растений. Некоторые виды, как например, королевская попугайная амадина, специализируются исключительно на семенах фикуса. Часто насекомые и их личинки дополняют рацион питания.
Чернолицая попугайная амадина — один из самых редких видов попугайных амадин, который классифицируется МСОП как вид, находящийся под угрозой (vulnerable). Кроме него, манильская и королевская попугайные амадины также находятся под угрозой.

## Виды
В состав рода включают 12 видов.
- Многоцветная попугайная амадина (Erythrura coloria)
- Короткохвостая попугайная амадина (Erythrura cyaneovirens)
- Бамбуковая попугайная амадина (Erythrura hyperythra)
- Чернолицая попугайная амадина (Erythrura kleinschmidti)
- Папуасская попугайная амадина (Erythrura papuana)
- Фиджийская попугайная амадина (Erythrura pealii)
- Длиннохвостая зелёная попугайная амадина (Erythrura prasina)
- Красноголовая попугайная амадина (Erythrura psittacea)
- Королевская попугайная амадина (Erythrura regia)
- Трёхцветная попугайная амадина (Erythrura trichroa)
- Сине-зелёная попугайная амадина (Erythrura tricolor)
- Манильская попугайная амадина (Erythrura viridifacies)